# Aaron Shurin
Aaron Shurin, né le 30 juin 1947 à Manhattan, New York, est un poète, essayiste, professeur émérite de création littéraire à l'Université de San Francisco de nationalité américaine. Il est le cofondateur de l'atelier d'écriture gay Good Gay Poets à Boston. Il est le codirecteur des Poetry Center &, American Poetry Archives de l'Université de San Francisco.

## Biographie
Aaron Shurin est né le 30 juin 1947 à Manhattan, il grandit dans divers endroits des États-Unis comme le Texas et la Californie. Après ses études secondaires, il entre à l'Université de Californie à Berkeley où il obtient son Bachelor of Arts (licence), il y  a suivi les cours de la poète Denise Levertov, ensuite, il passe son Master of Arts (mastère 2) en poétique au New College of California,.
Ses poèmes sont régulièrement publiés dans  diverses revues et magazines  Jacket2, American Poets, American Poetry, Poetry,

## Œuvres

### Recueils de poésie
- The Night Sun : Poems, San Francisco, Californie, Gay Sunshine Press, 1976, 60 p. (ISBN 9780917342516, lire en ligne),
- Toot Suite, San Francisco, Californie, Rose Deeprose Press, 1er janvier 1978, 10 p.,
- Giving Up the Ghost, San Francisco, Californie, Rose Deeprose Press, 28 septembre 1980, 84 p. (ISBN 9780937738009, lire en ligne),
- The Graces, Four Seasons Foundation, 1er décembre 1984, 72 p. (ISBN 9780877040606),
- A's Dream, O Books, 1er janvier 1989, 96 p. (ISBN 9780929022048),
- Narrativity, Sun & Moon, 1er janvier 1990, 20 p. (ISBN 9781557131089),
- Into Distances, Sun and Moon Press, 1er septembre 1993 (ISBN 9781557131225),
- The Paradise of Forms : Selected Poems, Jersey City, État du New Jersey,, Talisman House, 2 janvier 1999, 160 p. (ISBN 9781883689827, lire en ligne),
- A Door, Jersey City, New Jersey, Talisman House Publishers, 1er août 2000, 116 p. (ISBN 9781584980087, lire en ligne),
- Involuntary Lyrics, Richmond, Californie, Omnidawn, 1er novembre 2005, 116 p. (ISBN 9781890650230, lire en ligne),
- Citizen, San Francisco, Californie, City Lights Books, 13 décembre 2011, 100 p. (ISBN 9780872865204, lire en ligne),
- Flowers & Sky : Two Talks, Entre Rios Books, 3 octobre 2017, 64 p. (ISBN 9780997395723),
- The Blue Absolute, Nightboat Books, 4 février 2020, 80 p. (ISBN 9781643620169),

### Essais et autres écrits
- The Iliad, Woodbury, état de New York, Barron's Educational Series, 1er octobre 1984, 116 p. (ISBN 9780812034219, lire en ligne),
- William Shakespeare's a Midsummer Night's Dream, Woodbury, état de New York, Barron's Educational Series, 1er mai 1985, 148 p. (ISBN 9780812035278, lire en ligne),
- Unbound : A Book of AIDS, Los Angeles, Californie, Sun & Moon Press, 1er janvier 1997, 104 p. (ISBN 9781557131126, lire en ligne),
- King of Shadows, San Francisco, Californie, City Lights Publishers, 1er juin 2008, 180 p. (ISBN 9780872864900, lire en ligne),
- The Skin of Meaning : Collected Literary Essays and Talks, University of Michigan Press, 17 février 2016, 192 p. (ISBN 9780472052967)[8],

### Articles
- « The Calling », The Threepenny Review, No. 6,‎ 1981, p. 5 (1 page) (lire en ligne ),
- « From "Artery (11-15)" », Conjunctions, No. 9,‎ 1986, p. 111-112 (2 pages) (lire en ligne ),
- « A's Dream », Conjunctions, No. 11,‎ 1988, p. 119-120 (2 pages) (lire en ligne ),
- « An Exhibition », Grand Street, No. 38,‎ 1991, p. 55-56 (2 pages) (lire en ligne ),
- « The Wheel », Conjunctions, No. 17,‎ 1991, p. 171-177 (7 pages) (lire en ligne ),
- « The Self », Conjunctions, No. 20,‎ 1993, p. 22-24 (3 pages) (lire en ligne ),
- « Human Immune », Grand Street, No. 48,‎ hiver 1994, p. 16-21 (6 pages) (lire en ligne ),

## Prix et distinctions
- 1989 : boursier du California Arts Council (en)[4],
- 1995 : boursier du National Endowment for the Arts[9],
- 2006 : récipiendaire de l'Oscar Mondadori (it)